# Sigismond de Brandebourg-Kulmbach
Sigismond (27 septembre 1468, Ansbach – 26 février 1495, Ansbach) est margrave de Brandebourg-Kulmbach de 1486 à sa mort.
Il est le fils de l'électeur Albert III Achille de Brandebourg et de sa deuxième femme Anne de Saxe. À la mort de son père, ses possessions sont partagées entre ses trois fils survivants : l'aîné, Jean Cicéron, devient électeur de Brandebourg, le cadet, Frédéric, devient margrave de Brandebourg-Ansbach, et le benjamin, Sigismond, reçoit Kulmbach.
Jamais marié, il n'a pas d'enfants. À sa mort, son frère Frédéric obtient le margraviat de Brandebourg-Kulmbach.